# Vladîslavka, Vilșanka
Vladîslavka (în ucraineană Владиславка) este un sat în comuna Berezova Balka din raionul Vilșanka, regiunea Kirovohrad, Ucraina.

## Demografie
Componența lingvistică a localității Vladîslavka
     Ucraineană (88,51%)
     Rusă (9,2%)
     Română (2,3%)
Conform recensământului din 2001, majoritatea populației localității Vladîslavka era vorbitoare de ucraineană (88,51%), existând în minoritate și vorbitori de rusă (9,2%) și română (2,3%).